# Росовецкий, Станислав Казимирович
Станислав Казимирович Росовецкий (род. 20 марта 1945, Херцеброк, Германия - 3 апреля 2022, Киев) — украинский писатель, фольклорист, учёный, преподаватель. Пишет на русском и украинском языках.

## Биография
Станислав Росовецкий родился в городке Херцеброк, под Билефельдом (ФРГ). Летом 1945 родители-остарбайтеры переехали в СССР. После школы работал слесарем в Лисичанске, Луганской области. В 1964 поступил на русское отделение Киевского университета имени Т. Г. Шевченко, в 1967 получил медаль «За лучшую научную студенческую работу» 1. Однако вместо аспирантуры после университета угодил в 1969 лейтенантом в Советскую Армию. За два года службы (г. Калининград) написал главу кандидатской диссертации. В 1971—1974 учился в аспирантуре Киевского университета, был последним аспирантом профессора А. А. Назаревского, киевского ученика академика В. Н. Перетца. В 1977 по приглашению академика Д. С. Лихачёва защитил в Институте русской литературы (Пушкинском доме) кандидатскую диссертацию на тему «Развитие жанра повести в русской литературе XVI—XVII вв. („Повесть о Петре и Февронии“ и связанные с нею произведения)». В 2004 защитил в Киевском университете докторскую диссертацию на тему «Фольклорно-литературные взаимосвязи: генетический аспект» (на укр. яз., по специальностям «Украинская литература», «Фольклористика»).
С 1974 ассистент кафедры истории литературы Киевского университета, с 1979 старший преподаватель, с 1983 доцент той же кафедры, с 1992 доцент, с 2004 по 2019 профессор кафедры фольклористики Института филологии Киевского университета, затем профессор-почасовик на той же кафедре.
Научные работы (больше 360) публиковались, помимо Украины, в Бельгии, Германии, Белоруссии, Канаде, Литве, Польше, России, США, Турции, Узбекистане, Франции, Эстонии на русском, украинском, английском, французском и турецком языках.
Первые работы С. К. Росовецкого посвящены Житию Петра и Февронии. Он установил жанровый состав устных источников этого памятника, с помощью математической статистики поддержал датировку XVI в. и авторство Ермолая-Еразма, что было подтверждено в 1977 году случайной находкой рукописи автографов этого писателя.
В 1976 напечатал открытую им «Повесть о женитьбе Ивана Грозного на Марии Темрюковне», которая в дальнейшем ещё несколько раз переиздавалась 2. В 1988 «Сказку о Грозном и старце», изданную А. Н. Веселовским, интерпретировал как повесть, памятник демократической «смеховой» литературы ХVII в., что было принято в науке 3. Изучил феномен «наследственных связей близкородственных литератур», провёл фундаментальные исследования стиля русской демократической беллетристики XVII века, устной прозы XVI—XVII вв., изучил структурные отношения «Слова о полку Игореве» с восточнославянским фольклором, описал как фольклорно-литературные феномены жанр «тайного сказания» и миф о рождении и смерти Христа на Украине.
Как автор статей участвовал во многотомном издании «Памятники литературы Древней Руси», получившем Госпремию РФ 1995, а также в антологии «Библиотека литературы Древней Руси» (т. 14, 2006; т. 16, 2010).
Опубликовал статьи о проблемах творчества Андрея Курбского, протопопа Аввакума, А. Пушкина, Н. Гоголя, Н. Некрасова, Ф. Достоевского, Л. Толстого, С. Есенина, В. Набокова, М. Булгакова, Л. Добычина, В. Яна, И. Новикова.
В 1996—2001 — главный редактор журнала «Православие и культура» (Киев).
Первую статью по украиноведческой проблематике напечатал в 1978. Участвовал в научном переиздании «Історії української літератури» М. С. Грушевского 1993—1996 в 6-ти томах, 9-ти книгах (завершил единолично), написав, в частности, концептуальные комментарии к 8-ми книгам. В 1994 на конкурсе фонда «Відродження» выиграла два гранта его рукопись учебника «Український фольклор». Издана она была только в 2005—2006, а в 2008 этот этапный учебник «Український фольклор у теоретичному висвітленні» был напечатан в одном томе 4. Первая глава издана в турецком переводе.
Известный шевченковед, автор 114 статей для «Шевченківської енциклопедії» (т. 1-6, 2012—2015), о теоретических проблемах и отдельных текстах. Доказывал, что поэма «Великий льох» и стихотворение «Стоїть в селі Суботові…» — два разных произведения. Обстоятельная монография «Шевченко і фольклор» вышла тремя изданиями (2011, 2015, 2016) и получила высокую оценку специалистов 5. С. К. Росовецкий открыл, в частности, отражение сюжета волшебной сказки в «Гайдамаках» Т. Шевченко, а в массиве украинского фольклора о поэте — структуру мифа о «возвращающемся избавителе» (К. В. Чистов).
На рубеже веков занимался историей менеджмента, напечатав статьи и монографию.
Главы из неизданной книги по украинской агиологии публиковались в 2001 в журнале «Православна Троєщина». Занимался культурологическими аспектами старообрядчества, статьи перепечатывались в старообрядческих журналах.
Напечатал 5 статей во французской энциклопедии «Словарь загадочных стран и мест» (2011) 6.
В 2012—2013 опубликовал в газете «Взгляд» ряд статей по истории Украины, собранных в книжке «История Украины в сенсациях» (2016).
Член Общества исследователей фольклорной наррации (International Society for Folk Narrative Research) с 1995 7.
К художественной литературе обратился в нулевых годах. В 2000—2001 под псевдонимом «Михаил Мочалов» напечатал две новеллы в киевском альманахе «Детектив века» и сценарий, в дальнейшем печатался, в основном, под собственным именем. Опубликованы: один роман и пять пьес на украинском языке (Киев), шесть романов на русском, при этом пять в России и один в Германии. Рассказы, только на русском языке, печатались в России, Белоруссии, Германии, США и Канаде.
Рецепции литературных текстов С. Росовецкого на Украине и в России существенно отличаются. На Украине его первая пьеса «Шевченко під судом» получила третью премию 7-го Всеукраинского литературного конкурса «Коронація слова» (2007) 8, рецензию в печати О. Бороня, вызвала аналитические размышления профессоров М. Шаповал и А. Мережинской, рассмотрена в кандидатской диссертации Л. Сидоренко 9. Роман «Помста Першодрукаря» (2009) награждён первой премией как лучшее украиноязычное произведение на Днях фантастики в Киеве 2010 10, только в печати на него отозвались четыре рецензента 11. Роман «Сыщик князя Изяслава» сделал автора лауреатом конкурса «Новая книга» (2007) 12, пьеса «Шекспир як ви та я» получила второе место в номинации «Большая сцена» на Коронации слова-2011 и др.
В России же, точнее в русскоязычном литературном пространстве, известность С. К. Росовецкого развивается по-иному. Профессиональные критики его текстов не замечают, в отличие от некоторых издателей, читателей и коллег-писателей. Вот издательство «Яуза» выносит рецензию Е. Дворецкой на один из его романов на главную страницу своего сайта 13, ЛитРес — рекламный фрагмент аудиокниги по другому роману в YouTube 14, а «Отзовик» вдруг помещает рядом с отзывом на один из последних романов такой же похвальный отзыв читателя из Петрозаводска о боевике «Охота на царевича», изданном в 2010 15. Были успехи на конкурсах: победа на литературном конкурсе «Деньги без ума — дырявая сума» (2009) в номинации «Юмор» (рассказ «День варенья финансиста») и на Конкурсе рассказов журнала «Свиток» (1812). Пьеса «Гений измены» вошла в лонг-лист V Международного конкурса «Свободный театр» (2010). Писатель — финалист Международного литературного конкурса «Русский Stil 2009» (Германия) в номинации «Проза» (рассказ «У холма Кучук-Енышер») 16 и «Книгуру» 2015 (повесть «У друкарей и скоморохов») 17, занял второе место на Международном литературном конкурсе «Страницы античности» (2016) 18.
Невнимание критики к литературному творчеству С. Росовецкого может, помимо прочего, объясняться и пристрастием его к жанровой литературе. В интервью газете «Вечерний Киев» в 2011 он утверждал: «Я не стыжусь своей работы в жанровой или массовой литературе, более того, именно она представляется мне чрезвычайно важным средством для эстетического развития современного читателя, возвращения его, не побоюсь высоких слов, к гуманистическим идеалам классики» 19. Имеет значение и то, что писатель ищет для каждого своего романа или пьесы новую жанровую форму, у него выходит только одна серия романов, о древнерусском сыщике, да и для той название, «Хотен», придумали читатели. Впрочем, написал он и серьёзный реалистический роман, семейную сагу «Доктор Лаптев», изданную покамест малым тиражом.
Член Ассоциации авторов хоррора с 2019.
С 2000 давал интервью украинским телеканалам по вопросам украинской культуры. Наиболее удачным было участие в документальном фильме «Билини давньокиївські», впервые показанном на канале UA: Культура, 5 сентября 2017.

## Произведения

### Научные и научно-популярные

#### Монографии. Сборники статей
- Спадкоємні зв’язки національних словесних культур. К.: Віпол, 1997. 232 с.
- Фольклорно-літературні зв’язки: Компаративний аспект. К.: ВПЦ «Київський університет», 2001. 278 с.
- Очерки истории отечественного менеджмента (Х — начало XVII в.). К.: МАУП, 2002. 160 с. (Библиотека журнала «Персонал»).
- Шевченкознавство у Київському національному університеті імені Тараса Шевченка (1860—2003) (в соавторстве) К.: ВПЦ «Київський університет», 2004. 322 с. (Соавторы: Задорожна Л. М., Семенюк Г. Ф., Вильна Я. В., Задорожна С. В., Игнатенко В. И.).
- Тарас Шевченко і фольклор. Монографія. К.: ВПЦ «Київський університет», 2011. 416 с.
- Шевченкознавство у Київському національному університеті імені Тараса Шевченка (1860—2010). Сторінки історії. Монографія / 2-ге вид., доп. та перероб.. — К. : ВПЦ «Київський університет», 2011. (Соавторы: Задорожна Л. М., Семенюк Г. Ф., Вильна Я. В., Задорожна С. В., Игнатенко В. И.). 580 с .
- Шевченко і фольклор / Видання друге, виправлене і доповнене. К.: Критика, 2015. 480 с.
- История Украины в сенсациях. К.: Селена, 2016. 156 с.
- Тарас Шевченко і фольклор. Монографія. 2-е видання, виправлене і доповнене. — К.: ВПЦ «Київський університет», 2014. — 416 с. (на самом деле, 3-е изд., 2017).
- Теория и история экфрасиса. Итоги и перспективы изучения / Коллективная монография под научной редакцией Т. Автухович при участии Р. Минха и Т. Бовсуновской. — Siedlce, 2018. (Соавторы: Т. Автухович, Н. Брагинская, О. Фрейденберг и др.). 704 с.

#### Учебники и учебные пособия
- Русский фольклор: Главы из учебника для филологов Украины К. Вид-во Укр. фітосоціологічного центру, 2003. 88 с.
- Український фольклор у теоретичному висвітленні. Посібник для університетів. Ч. 1. Теорія. К.: Вид-во українського фітосоціологічного центру, 2005. 232 с.
- Український фольклор у теоретичному висвітленні. Посібник для університетів. Ч. 2. Жанри. К.: Вид-во українського фітосоціологічного центру, 2007. 236 с.
- Веснянки, колисанки та загадки, записані 1920 року у селі Кирилівці Григорієм Ткаченком / Підгот. до друку С. К. Росовецького, Ю. Б. Дядищевої-Росовецької, К. Ткаченко. К.: ВПЦ «Київський університет», 2007. 135 с.
- Український фольклор у теоретичному висвітленні. Підручник. К.: ВПЦ «Київський університет», 2008. 623 с.
- Русский фольклор. Учебное пособие. К.: ИПЦ «Киевский университет», 2013. 335 с.
- Билини давньокиївські / Реконструкції-переклади фольклориста С. Росовецького, під редакцією поета О. Хмельовського. К.: Селена, 2016. 170 с.
- Джерелознавство. Методична розробка для студентів-фольклористів. К.: Селена, 2018. 114 с.

#### Важнейшие статьи
- К изучению фольклорных источников "Повести о Петре и Февронии // Вопросы русской литературы. 1973. Вып. 1(21). С. 83-87.
- Повесть о женитьбе Ивана Грозного на Марии Темрюковне // Памятники культуры. Новые открытия. Ежегодник 1975. М.: Наука, 1976. С. 27-37.
- Про естетичне дослідження пам’яток давніх східнослов’янських літератур // Рад. літературознавство. 1978. № 2. С. 15-26.
- Устная проза XVI—XVII вв. об Иване Грозном-правителе // Рус. фольклор. 1981.Т. 20. С. 71-95.
- «Слово о полку Ігоревім» у контексті спадкоємних зв’язків давньої російської та староукраїнської літератур // Рад. літературознавство. 1985. № 7. С. 26-35.
- Плач о пленении и о конечном разорении Московского государства / Подгот. текста, пер. и коммент. С. К. Росовецкого // Памятники литературы Древней Руси. Конец XVI — начало XVII веков. М.: Худ. литература, 1987. С. 130—145, 563—566.
- Повесть о царе Иване и старце как памятник демократической «смеховой» культуры XVII в. // Труды Отдела древнерусской литературы. 1988. Т. 41. С. 241—267.
- «Миръ имья къ всьмь странамъ…»: Социально-психологические и мифологические корни "мирного комплекса"восточных славян в древней русской литературе // Проблемы войны и мира в русской литературе. Тем. сб. научных трудов. К.: УМК ВО, 1992. С. 4-38.
- Современный путивльский и новгород-северский фольклор о героях «Слова о полку Игореве»: Новые тексты // Труды Отдела древнерусской литературы. 1993. Т. 48. С. 64-67.
- О христианском начале в форме и содержании поэмы Т. Г. Шевченко «Мария» / Пер. с укр. // Православие и культура. 1994. № 2. С. 53-74.
- Одно из стилевых течений русской беллетристики второй половины XVII — начала XVIII в. и провинциальный книжник Федор Злобин // Книжные центры Древней Руси: XVII в. Разные аспекты исследования. СПб.: Наука, 1994. С. 315—379.
- Міф про народження і загибель Христа в Україні // Ритуально-міфологічний підхід до інтерпретації тексту. Зб. наук. праць. К.: ІЗМН, 1998. С. 10-18.
- «Песнь о Евпатии Коловрате» С. Есенина как опыт поэтической реконструкции средневекового мужицкого эпоса // Canadian-American Slavic Studies. 1998. Vol. 32. Nos. 1-4. P. 197—207.
- Стихотворение В.Набокова «Лилит» (1928): Мифологическое, пародийное, моралистическое // Studia Litteraria Polono-Slavica. 3. Dekada poszukiwań. Literatura rosyjska lat dwudziestych XX wieku. Warszawa: Slawistyczny Ośrodek Wydawniczy, 1999. C. 95-108.
- «Великий льох» і «Стоїть в селі Суботові…»: Текстологічні спостереження // Шевченкознавчі студії. Зб. наук. праць. — К., Видавничий центр «Київський університет», 1999. — С. 76-91.
- Черты «тайного сказания» в жанровой специфике десятой главы «Евгения Онегина» // Мысль, слово и время в пространстве культуры. Сборник посвящен 90‑летию проф. В. А. Капустина. К.: Аграрная наука, 2000. С. 36-45.
- Ф. М. Достоевский как режиссёр спектаклей «народного театра» и как его исследователь // Достоевский и XX век. Сборник научных трудов. К.: Логос, 2000. С. 157—162.
- «Слово о полку Игореве» и дружинная поэзия Киевской Руси. Статья первая // Русистика. Сб. научн. тр. К.: ИПЦ «Київський університет», 2001. Вып. 1. С. 52-57; Статья вторая // Русистика. 2002. Вып. 2. — С. 57-62; Статья третья // Русистика. 2003. Вып. 3. С. 64-69; Статья четвёртая. Устные источники рассказа о бегстве князя Игоря из плена: Песни // Русистика. 2004. Вып. 4. — С. 46-53; Статья пятая. Устные источники рассказа о бегстве князя Игоря из плена: Христианская легенда // Русистика. 2007. Вып. 7. С. 47-53.
- Воскрешение Лазаря четырёхвекового? // Православие и культура. 2002. № 1-2. С. 136—150.
- «Фейклор», «фольклоризмус», «фольксінес» та деякі мовні аспекти їх функціонування в Україні // Актуальні проблеми української лінгвістики: Теорія і практика. К.: ВПЦ «Київський університет», 2002. С. 133—142.
- Русская беллетристика XVII в. и проза XIX в.: О некоторых подспудных факторах развития литературы // Русская литература накануне третьего тысячелетия: Итоги развития и проблемы изучения. К.: Логос, 2002. Вып. III. С. 130—134.
- Якого оновлення потребує українська компаративістика: нотатки традиціоналіста // Слово і час. 2003. № 5. С. 19-30.
- Аввакум и «Слово о полку Игореве» // Старообрядчество Украины и России: прошлое и современность. К.: «Белая криница», 2004. С. 44-48.
- Біблійні мотиви у творчості Шевченка // Шевченківська енциклопедія. Робочий зошит Б . К.: ВПЦ «Тираж», 2005. С. 104—126.
- The «Secret Story» as the Oral Narrative Genre of Rebels and Patriots // Folk Narrative Theories and Contemporary Practices. Abstracts. 14th Congress of the International Society for Folk Narrative Research. Tartu, 2005. S. 249—250.
- Приклад аналізу народної ліричної пісні // Студії з україністики. Вип. VII. Скарби культури — безсмертя нації. Зб. наук. праць. К., 2007. С. 198—208.
- Агіографія християнська // Теми і мотиви поезії Тараса Шевченка. К.: Наукова думка, 2008. С. 321—343.
- До методології «повної» лінгвостатистичної дескрипції пам’ятки української літературної мови XVII ст.: Проект дослідження «Скарбниці потребної» Іоаникія Галятовського // Актуальні проблеми української лінгвістики: Теорія і практика. К.: ВПЦ «Київський університет», 2008. Вип. XVI. С. 3-8.
- Памятник истории литературоведения — или университетское пособие на все времена? // Перетц В. Н. Краткий очерк методологии истории русской литературы. Пособие и справочник для студентов, преподавателей и для самообразования. / В. Н. Перетц, предсл. С. К. Росовецкого, А. Н. Дмитриева. М.: Изд-во Государственная публичная историческая библиотека, 2010. С. 3-24.
- Крестьянские и городские песенники 1940-х-1970-х годов: Опыт статистического исследования // Традиционная культура современного города. Сб. научн. статей. М., 2010. С. 146—172. (Славянская традиционная культура и современный мир. Выпуск. 13).
- «Tragedya ruska» як сміхова пам’ятка польсько-українського культурного пограниччя // Київські полоністичні студії. К., 2011. Т. XVIII. С. 474—481.
- Об одном читательском восприятии и о некоторых «странностях» романа «Мастер и Маргарита» // Unzensiert. Межрегиональный проект-дебют литературного журнала Edita. Edita Gelsen, Германия, 2011. Nr. 3. S. 7-8.
- Современная русская литература в плане «техническом»: некоторые культурологические и социологические аспекты // Русский язык, литература, культура в школе и вузе. 2011. № 6 (42). С. 26-29.
- «Слово о полку Ігоревім» в літературній інтерпретації Тараса Шевченка // Слово і Час. 2013. № 10. С. 3-13.
- Проблема українського бароко і Тарас Шевченко: деякі стилістичні та мовно-поетикальні аспекти // Актуальні проблеми української лінгвістики: Теорія і практика. К.: ВПЦ «Київський університет», 2013. Вип. XХVII. С. 66-77.
- Архетекст в структуре повествования и идеологии романа Л. Добычина «Город Эн» // Русская литература. Исследования: Сб. научн. тр. К.: Логос, 2014. Вып. XVIII. С. 41-51.
- До лінгвостилістичної інтерпретації однієї з думових формул. Стаття перша // Актуальні проблеми української лінгвістики: Теорія і практика. К.: ВПЦ «Київський університет», 2016. Вип. ХХХІІ. С. 17-31.
- Т. Г. Шевченко в украинской устной прозе // Традиционная культура. 2017. — № 4(68). С. 124—133.
- Эпическое своеобразие украинских народных дум // Studia Litterarum. 2018. Т. 3 № 1. С. 282—301.
- Лектура Шевченка // Шевченкознавчі студії. К., 2019. Вип. 1(22). С. 270—287.

### Художественные

#### Романы
- Помста Першодрукаря. Роман, К., «Зелений пес», 2009. 240 с. (Серія «VIP-зона»).
- Сыщик князя Изяслава. Роман, М., «Вече», 2009. 288 с. (Серия «Ретро-детектив»).
- Охота на царевича, М., «Вече», 2010. 304 с. (Серия «Клио-детектив»).
- Самозванец. Кровавая месть. Роман. М., СПб.: АСТ, Центрполиграф, Астрель-СПб, 2011. 346 с. («Настоящие хроники Смутного времени», серия «Портал»).
- Элитный отряд князя Изяслава. М.: «Яуза», ЭКСМО, 2018. 352 с. (Серия «Спецназ древней Руси»).
- Доктор Лаптев. Westfalen: Edita Gelsen, 2018. 490 с.
- По следам полка Игорева. М.: Яуза-Каталог, 2019. 320 с. (Серия «Спецназ древней Руси»).

#### Пьесы
- Шевченко під судом // Коронація слова. Збірка п’єс лауреатів конкурсу 2006 та 2007 років. К.: Нора-друк, 2008. С. 79-154.
- П’єси про письменників / Післям. М. Шаповал. К.: Вид-во «Селена», 2016. 332 с. («Шекспір як ви та я»; «Київські мрії про Кобзаря 1859 року»; «Погашені зорі»; «Петроній Янусович»).

#### Повести
- Заговорщики и цареубийца // Искатель. 2018. № 3. С. 127—192.
- Приключения Ваньки Каина, вора и сыщика // Искатель. 2018. № 9 (476). С. 3-96. Ромка Гуд. Повесть // Искатель. 2018. № 12 (479). С. 3-100.
- Похождения скифского скелета // Искатель. 2019. № 3 (481). С. 171—192.

#### Лучшие рассказы
- Два рыцаря под барбизонскими дубами // Unzensiert. Межрегиональный проект-дебют литературного журнала Edita. Edita Gelsen, Германия, 2011. Nr. 3. S. 3-5.
- День варенья финансиста // Южная звезда. Литературный журнал. 2012. № 4. С. 214—223.
- Вперёд, к Сократу! // Странник. Молодёжный журнал. 2015. № 5. C. 210—218.
- Сексуальная революция на планете Уи // Метаморфозы: литературно-художественный журнал. 2015, № 4, с. 191—194.
- Телеграфист из Фо-Пикс, мёртвый и приставучий // Времена. 2018. № 2. С. 172—196.
- Два выстрела чекиста Вайды // Метаморфозы. 2018. № 3 (21). С. 331—339.